# Montlandon
Montlandon ist eine französische Gemeinde mit 254 Einwohnern (Stand: 1. Januar 2022) im Département Eure-et-Loir in der Region Centre-Val de Loire; sie gehört zum Arrondissement Nogent-le-Rotrou und zum Kanton Nogent-le-Rotrou.

## Geographie
Montlandon liegt etwa 39 Kilometer westsüdwestlich von Chartres. Umgeben wird Montlandon von den Nachbargemeinden Montireau im Norden, Champrond-en-Gâtine im Osten und Süden, Pontgouin im Osten, Saintigny im Süden und Westen sowie Saint-Victor-de-Buthon im Nordwesten.

## Bevölkerungsentwicklung
| Jahr                       | 1962 | 1968 | 1975 | 1982 | 1990 | 1999 | 2006 | 2020 |
| Einwohner                  | 213  | 222  | 218  | 217  | 183  | 209  | 273  | 258  |
| Quellen: Cassini und INSEE |      |      |      |      |      |      |      |      |

## Sehenswürdigkeiten

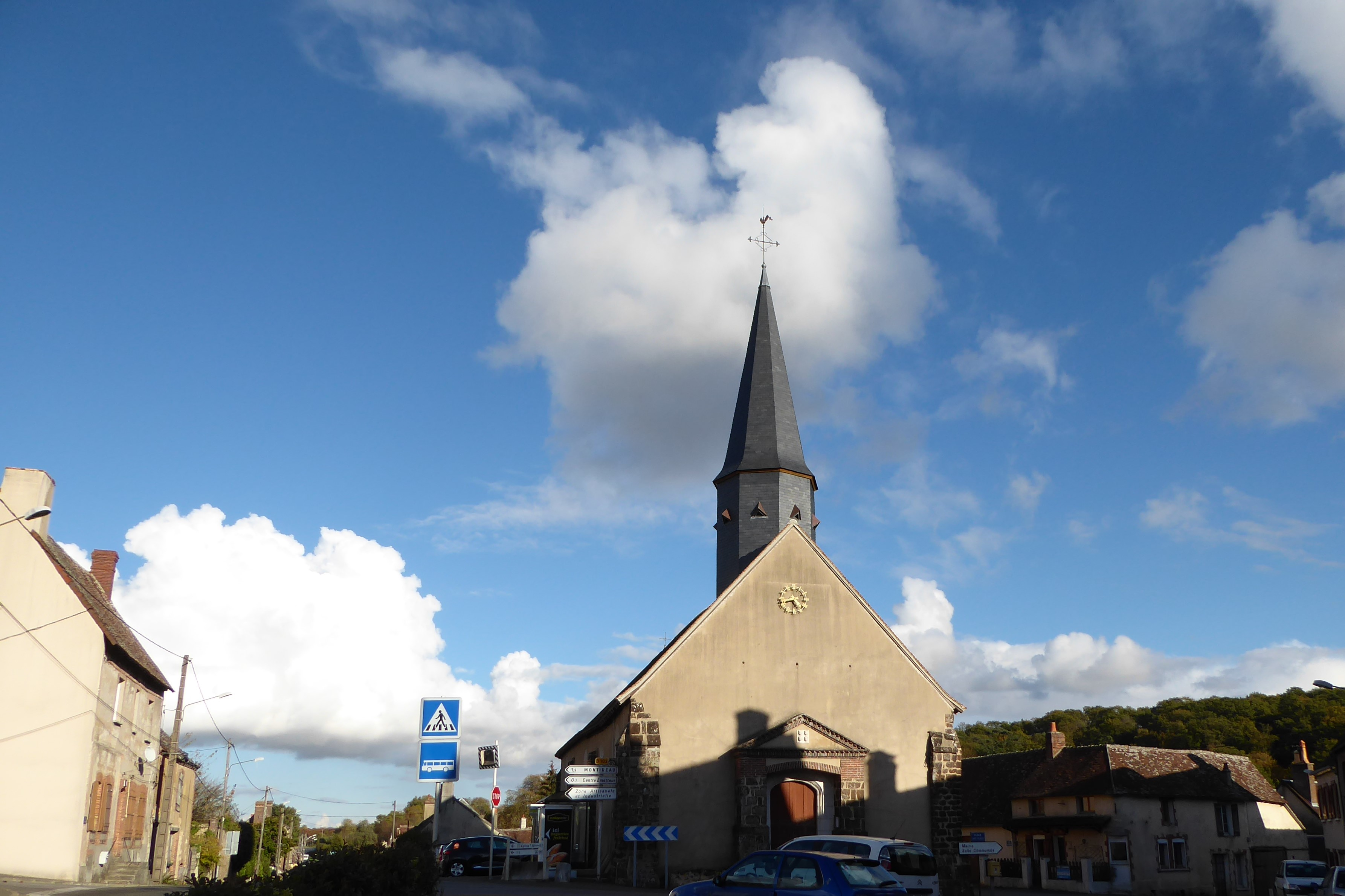
Kirche Saint-Jacques
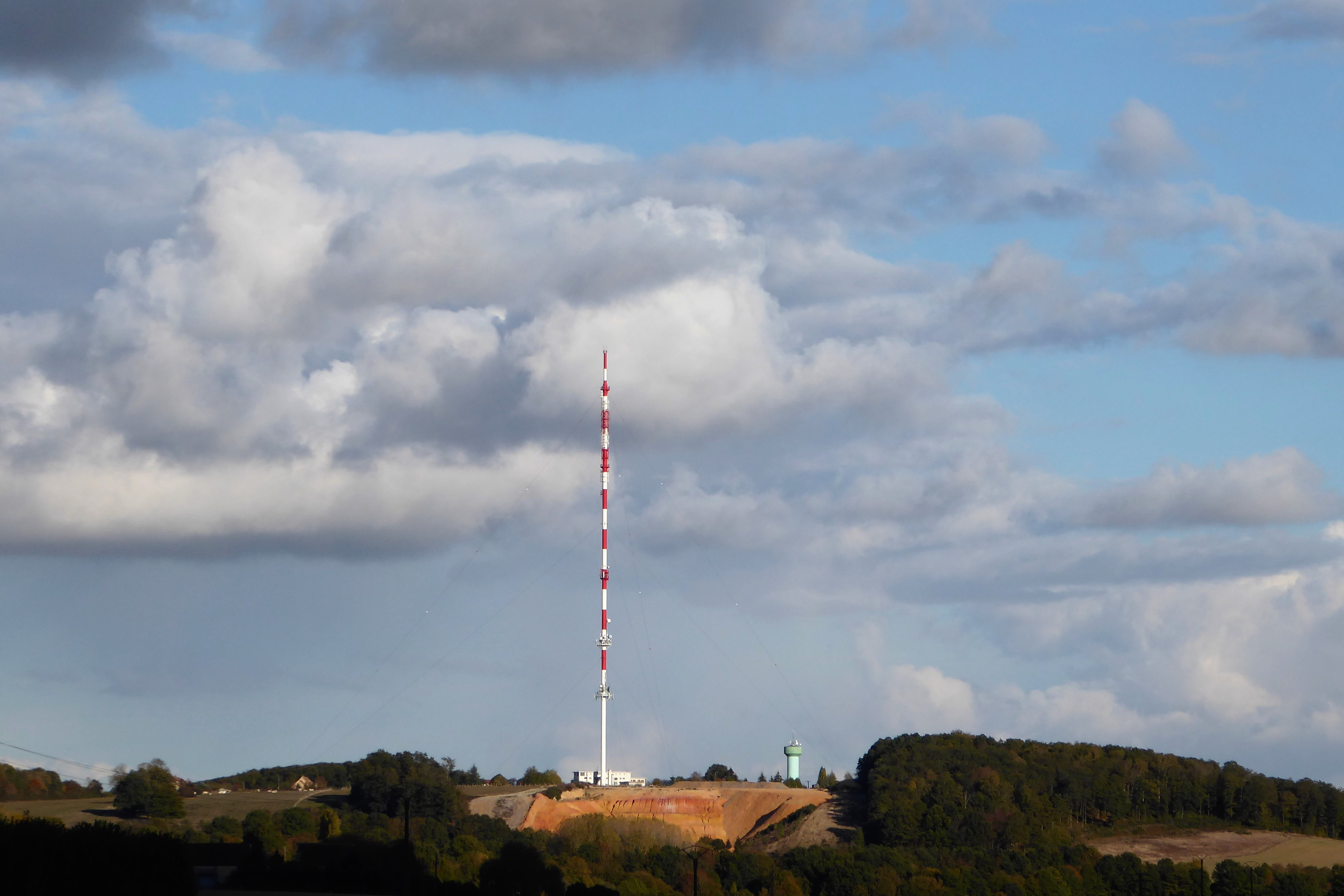
Funkmast Montlandon

- Kirche Saint-Jacques
- Funkmast Montlandon

## Gemeindepartnerschaft
Mit der französischen Ortschaft Montlandon in der Gemeinde Haute-Amance im Département Haute-Marne besteht eine Partnerschaft.